# Pensioenwet
De Pensioenwet (Pw) is een Nederlandse wet waarin wordt beschreven wat de taken en verantwoordelijkheden zijn van werkgever, werknemer en pensioenuitvoerder in relatie tot pensioen. De wet is op 1 januari 2007 in werking getreden, de wet verving de oudere Pensioen- en spaarfondsenwet (Psw). De Pensioenwet zorgt ervoor dat deelnemers aan een pensioenregeling ervan verzekerd zijn dat deze wordt uitgevoerd en dat zij een bepaalde mate van individuele en financiële zekerheid genieten.

## Pensioenwet in het kort
De vervallen Psw dateerde uit 1954 en was al vaak aangepast, vooral vanwege maatschappelijke ontwikkelingen als toenemende arbeidsmobiliteit en de overgang van een kostwinners- naar een tweeverdienersmodel. Met de Pw van 2007 veranderden de principes van het pensioenstelsel niet. Pensioen was en bleef een secundaire arbeidsvoorwaarde waarvoor werkgever en werknemers verantwoordelijk bleven. Net als onder de Psw is in de Pensioenwet een pensioenregeling niet verplicht, een verplichting om wél een pensioen aan te bieden staat in het algemeen in cao's. In de Pensioenwet staan de voorwaarden waaraan een pensioenovereenkomst moet voldoen, als die wordt afgesloten. Een belangrijke voorwaarde is dat de pensioenovereenkomst moet worden ondergebracht bij een erkend pensioenfonds of een erkende pensioenverzekeraar (art. 23 Pw). Op de naleving van de voorschriften wordt toezicht gehouden door De Nederlandsche Bank (DNB) en de Autoriteit Financiële Markten (AFM). De Pensioenwet ging op 1 januari 2007 in. Sommige regels waren direct van kracht, andere op een later tijdstip. De gefaseerde invoering was in 2009 helemaal klaar.

## Meer transparantie en meer zekerheid
De Pw is ingevoerd omdat de Psw verouderd was en omdat de wetgever meer transparantie, meer zekerheid en meer kennisoverdracht rond pensioen wilde. De meeste werknemers (en zelfstandigen) in Nederland bouwen een pensioen op maar hadden (en hebben) geen idee hoe hun pensioen precies in elkaar zit en waar ze nu en op langere termijn recht op hebben. Ook wilde de wetgever dat de pensioenuitvoerders zorgvuldig met het geld van de premiebetalers omgingen, pensioenuitvoerders (fondsen en verzekeraars) moeten daarom zorgen voor voldoende liquiditeit en een voldoende dekkingsgraad en vanaf de invoering van de PW moeten ze hun verzekerden meer inzicht geven in de besteding van de aan hun toevertrouwde middelen. De Pw geldt voor alle pensioenregelingen tussen werkgevers en werknemers. Voor de deelnemers aan pensioenfondsen wijzigde er niet zoveel;  sinds 1 januari 2007 zou de informatievoorziening jegens hen belangrijk verbeterd moeten zijn.

## Financieel toetsingskader
Hoofdstuk 6 van de Pensioenwet, Financieel toetsingskader inzake pensioenfondsen, met het Besluit van 18 december 2006, houdende regels met betrekking tot het financiële toetsingskader op grond van de Pensioenwet en de Wet verplichte beroepspensioenregeling (Besluit financieel toetsingskader pensioenfondsen) specificeren een  methode van beoordeling van de solvabiliteit van pensioenuitvoerders door de overheid, het Financieel Toetsingskader (FTK). Het is met de Wet aanpassing financieel toetsingskader ingrijpend gewijzigd. De nieuwe versie wordt nieuw Financieel Toetsingskader (nFTK) genoemd.

## DGA
Voor directeur-grootaandeelhouders (DGA) bracht de Pw een belangrijke wijziging met zich mee, een DGA viel voorheen onder de Psw maar valt vanaf 1 januari 2007 niet onder de Pw tenzij hij daar in 2007, voor het toen bij een verzekeraar ondergebrachte gedeelte, uitdrukkelijk voor heeft gekozen. DGA’s die er niet voor hebben gekozen om onder de Pw te vallen, kunnen na 2008 nog steeds pensioen opbouwen in eigen beheer, via een verzekeraar of een combinatie van beide. De Pensioenwet is daarop dan weliswaar niet van toepassing, maar het is in fiscale zin nog steeds pensioen. Op papier leek dat een belangrijke wijziging, maar de meeste DGA's bouwden al zelf pensioen op dus in de praktijk veranderde er niet zoveel.

## Verbod op handelingen waardoor pensioenaanspraken hun pensioenbestemming verliezen
De Pensioenwet verbiedt iedere handeling waardoor pensioenaanspraken of pensioenrechten hun pensioenbestemming verliezen. De Pensioenwet staat slechts in een beperkt aantal situaties toe dat de pensioenreserve wordt overgedragen aan een andere pensioenuitvoerder (pensioenfonds of pensioenverzekeraar), onder andere bij verandering van baan, bij het bereiken van de pensioendatum en bij wijziging van pensioenuitvoerder.
Op grond van artikel 66 van de Pensioenwet heeft de pensioenuitvoerder het recht om op zijn vroegst twee jaar na beëindiging van de deelneming (of bij het bereiken van de pensioenleeftijd) pensioenaanspraken van een gewezen deelnemer af te kopen, indien op basis van de tot het tijdstip van beëindiging opgebouwde aanspraak op ouderdomspensioen de uitkering van het ouderdomspensioen op jaarbasis op de reguliere ingangsdatum minder zal bedragen dan € 465,94 per jaar. Dit recht kan echter in de pensioen- en uitvoeringsovereenkomst worden beperkt of uitgesloten.

## Strengere regels voor pensioenuitvoerders
Werknemers en gepensioneerden kregen met de Pw meer zekerheid over de uitbetaling van hun pensioen. Er worden in de Pw strengere eisen gesteld aan de omvang van het eigen vermogen van pensioenuitvoerders. Het kabinet heeft met werknemers- en werkgeversorganisaties en DNB afgesproken dat een deelnemer gemiddeld maar eenmaal in de periode van zijn pensioenopbouw (ongeveer 40 jaar) mag meemaken dat de reserves van de pensioenuitvoerder lager zijn dan het vereiste minimum. Zo'n afspraak is niet waterdicht, er zijn immers veel factoren die de reserves van fondsen en verzekeraars beïnvloeden – ook factoren waar DNB of het kabinet weinig aan kunnen doen.

## Leeftijd
In geval een werkgever aan een of meer werknemers een aanbod doet tot het sluiten van een pensioenovereenkomst, mag deze werkgever het doen van een aanbod aan een andere werknemer niet achterwege laten vanwege het enkele feit dat die werknemer een bepaalde leeftijd nog niet heeft bereikt, tenzij de werknemer jonger is dan 18 jaar of het een ouderdomspensioen betreft dat uitsluitend voorziet in een uitkering tot het bereiken van de AOW-leeftijd of tot het bereiken van de pensioenleeftijd voor het levenslange ouderdomspensioen.
In de Psw was de leeftijdsgrens 25 jaar. De pensioenopbouw in het verleden bepaalt nog steeds de huidige pensioenrechten.

## Informatieplicht
Werkgevers kregen met de nieuwe wet een strengere informatieplicht, ze moeten hun werknemers beter informeren over hun rechten en plichten rond pensioen. Ze moeten hun deelnemers duidelijker voorlichten over hun opgebouwde aanspraken, dit moet minstens één keer per jaar gebeuren. Werknemers die niet langer pensioen opbouwen in een fonds – de zogenoemde slapers –  moeten eens in de vijf jaar van informatie worden voorzien. Ook de informatie over het al dan niet aanpassen van de pensioenen aan de inflatie (indexatie) wordt strenger. Als pensioenuitvoerders pensioenen niet indexeren of hier voorwaarden aan verbinden, moeten zij hun deelnemers daar helder over informeren. Is het indexatiebeleid van een uitvoerder niet helder, dan gaat de toezichthouder ervan uit dat de pensioenen onvoorwaardelijk worden geïndexeerd.

## Beroepspensioenfondsen
Beroepspensioenfondsen vallen onder een bijna identieke wet: De Wet verplichte beroepspensioenregeling.